# Alexis Dos Santos
 (août 2012).
Alexis Dos Santos est un acteur, réalisateur et scénariste britannique, né en 1974 à Buenos Aires.
Après avoir suivi des études d'architecture, puis des cours d'acteur, il apprend le métier de scénariste à Barcelone, puis se rend à Londres et poursuit ses études dans le domaine du cinéma à la National Film School sous la direction de Stephen Frears. Il réalise alors les courts-métrages Sand et Axolotl.
Son premier long métrage, Glue, est tourné en Patagonie, et est produit dans plusieurs festivals ; il obtient en 2006 le « prix du jury jeune » à Nantes lors du Festival des trois continents et le « MovieZone Award » lors du Festival international du film de Rotterdam ; il est primé en 2007 au festival international du film LGBT de San Francisco. Alexis Dos Santos reçoit l'appui de la Cinéfondation.
En 2009, London Nights, dans lequel jouent Déborah François et Fernando Tielve, reçoit une mention spéciale au Festival du nouveau cinéma de Montréal.

## Filmographie
- 1997 : Meteoritos (acteur, réalisateur, scénariste)
- 2001 : Sand (réalisateur, scénariste)
- 2002 : Axolotl (réalisateur, scénariste)
- 2006 : Glue (réalisateur, scénariste)
- 2009 : Unmade Beds (acteur, réalisateur, scénariste)
titre pour la sortie en France : London Nights (2010)[7]
- 2011 : Random Strangers (réalisateur, scénariste)